# Maksim Lajoesjkin
Maksim Viktorovitsj Lajoesjkin (Russisch: Максим Викторович Лаюшкин) (Moskou, 22 augustus 1972) is een Russisch voormalig voetbalscheidsrechter. Hij was in dienst van FIFA en UEFA tussen 2009 en 2014. Ook leidde hij tussen 2007 en 2014 wedstrijden in de Premjer-Liga.
Op 5 mei 2007 leidde Lajoesjkin zijn eerste wedstrijd in de Russische nationale competitie. Tijdens het duel tussen Amkar Perm en Koeban Krasnodar (0–0) trok de leidsman zesmaal de gele kaart. In Europees verband debuteerde hij op 23 juli 2009 tijdens een wedstrijd tussen Rode Ster Belgrado en Rudar Velenje in de tweede voorronde van de UEFA Europa League; het eindigde in 4–0 en Lajoesjkin trok eenmaal de gele kaart. Zijn eerste interland floot hij op 8 oktober 2010, toen Servië met 1–3 verloor van Estland. Nikola Žigić zette het thuisland nog op voorsprong, maar door treffers van Tarmo Kink, Konstantin Vassiljev en een eigen doelpunt van Aleksandar Luković won Estland het duel. Tijdens deze wedstrijd deelde Lajoesjkin zes gele kaarten uit. Aan het einde van het kalenderjaar 2014 zette de Rus een punt achter zijn actieve loopbaan als scheidsrechter.

## Interlands
| Datum          | Plaats           | Wedstrijd        | Uitslag | Competitie           | Kreeg geel | Kreeg voor de tweede keer geel en dus rood | Weggestuurd |
| -------------- | ---------------- | ---------------- | ------- | -------------------- | ---------- | ------------------------------------------ | ----------- |
| 8 oktober 2010 | Belgrado, Servië | Servië – Estland | 1 – 3   | EK 2012 kwalificatie | 6          | 0                                          | 0           |